# 통행증
통행증은 통행이 제한된 지역이나 시간대에 통행하는 것을 허가받았음을 보여주는 증서다.
조선민주주의인민공화국에는 국경이나 분계선 인근, 평양 진출입 시 통행증이 필요하다.
대한민국에서 야간 통행금지 시절에도 야간통행증이 있었다.